# Cidelândia
Cidelândia is een gemeente in de Braziliaanse deelstaat Maranhão. De gemeente telt 12.866 inwoners (schatting 2009).

## Galerij

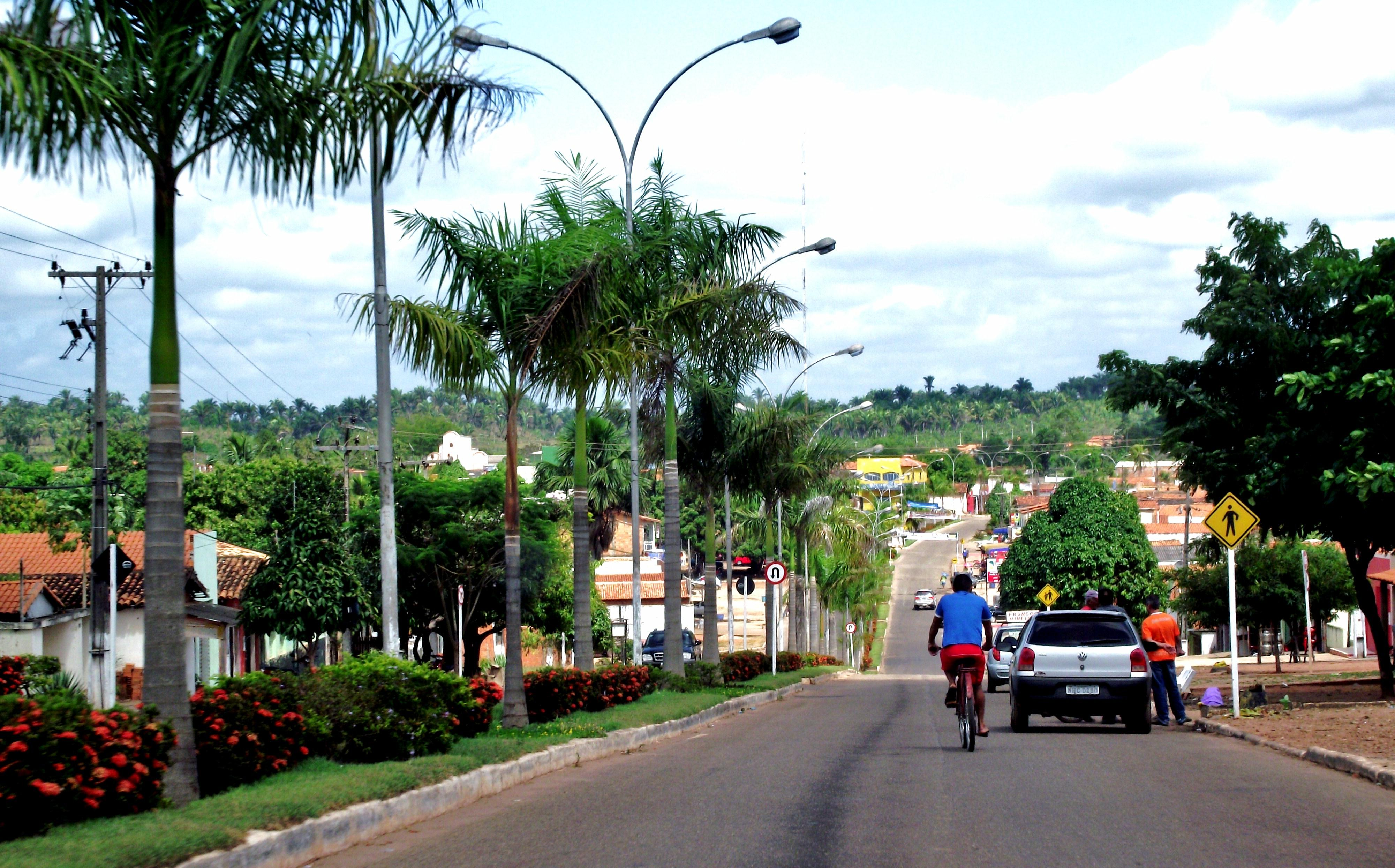
Hoofdstraat van Cidelândia
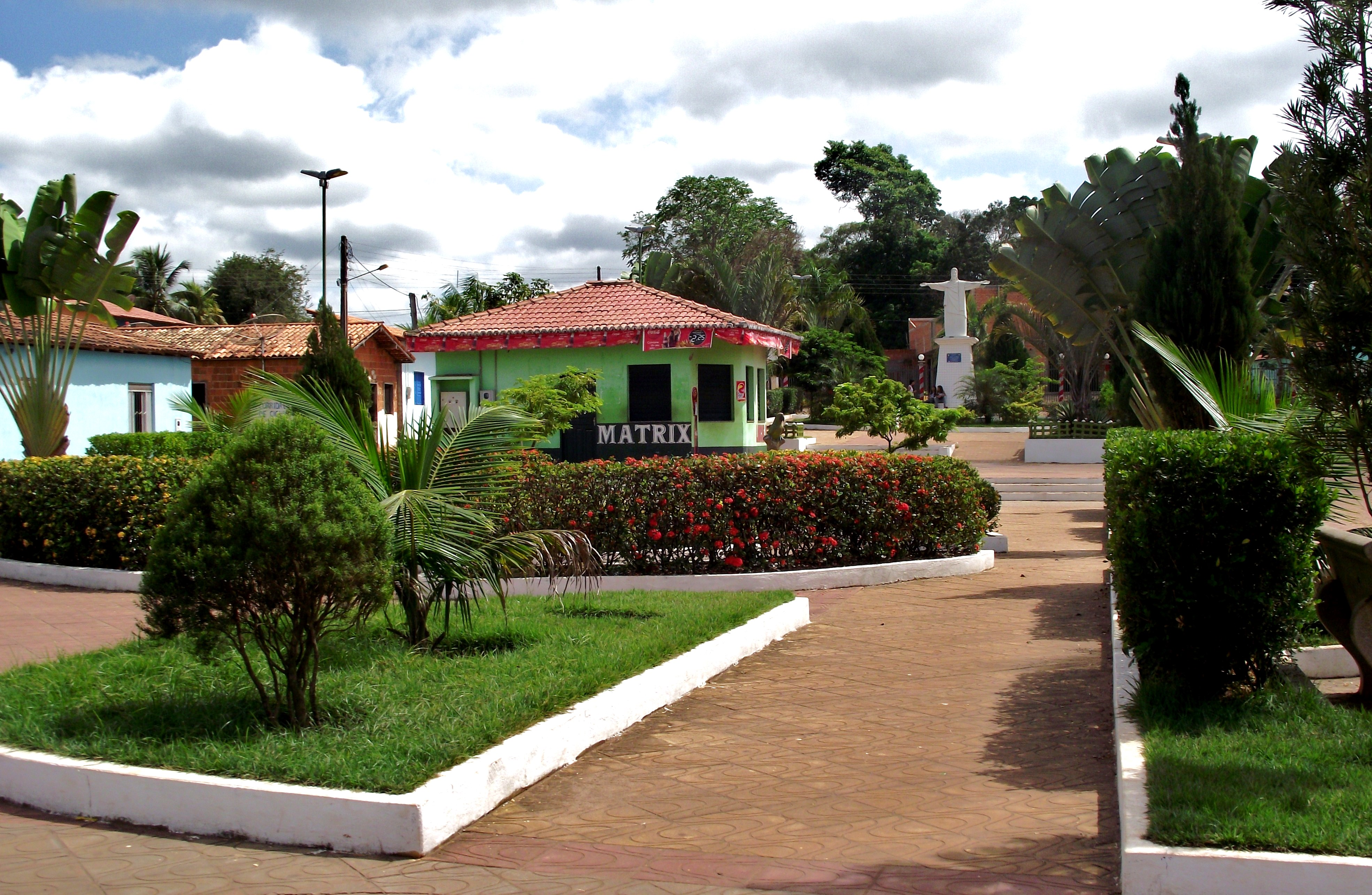
Park bij de kerk van Cidelândia